# Allometopon fumipenne
Allometopon fumipenne är en tvåvingeart som beskrevs av Kertesz 1906. Allometopon fumipenne ingår i släktet Allometopon och familjen träflugor.
Artens utbredningsområde är Papua Nya Guinea. Inga underarter finns listade i Catalogue of Life.